# Жосул, Иван Иванович
Ива́н Ива́нович Жо́сул (27 марта 1927, село Вашковцы — 31 января 1980, Кишинёв) — советский журналист и государственный деятель.

## Биография
Родился 27 марта 1927 года в селе Вашковцы, в крестьянской семье.
В 1944 году стал учителем средней школы в селе Гриманкауцы Бричанского района.
С 1945 года начал занимался журналистской деятельностью, работая в редакциях районной газеты «Фэклия Рошие» в Липканы и республиканской газеты «Цэранул Советик» («Советский крестьянин»).
В 1952 году стал главным редактором газеты «Тинеримя Молдовей» («Молодёжь Молдавии»).
В 1958 году стал основателем и первым главным редактором газеты «Вечерний Кишинёв»/«Кишинэу. Газета де сярэ». В 1971—1975 годах повторно возглавлял редакцию газеты. В 1974 году выступил организатором одного из самых популярных футбольных турниров в Молдавской ССР — Кубок на приз газеты «Вечерний Кишинёв» (ныне — «Кубок Рэдэуцану»).
В 1967—1971 года — заведующий корреспондентским пунктом Гостелерадио в Румынии.
После П. И. Заднипру стал ответственным редактором республиканского сатирического журнала «Кипэруш» («Перец», «Перчик»).
В 1975 году стал заведующим молдавским отделением всесоюзного Агентства печати «Новости».
Избирался членом Кишинёвского городского комитета Коммунистической партии Молдавской ССР, депутатом Кишинёвского городского Совета народных депутатов, членом ЦК и Бюро ЦК ЛКСМ Молдавской ССР, членом правления и заместителем председателя правления Союза журналистов Молдавской ССР.
Скончался 31 января 1980 года в Кишинёве. Похоронен на Центральном (Армянском) кладбище.

## Семья
- Жена — Аргентина Пименовна Купча-Жосул
  - Сын — Виктор Иванович Жосул
    - Внучка — Елена Викторовна Жосул

## Награды
- орден «Знак Почёта»[1].

## Отзывы
Писатель М. Г. Хазин вспоминал:
Между тем приближалось пятидесятилетие Шрайбмана (в 1963 году). Ихил с юмором признавался, что очень любит, когда его хвалят. Поскольку до этого я хвалил его только устно, он открытым текстом попросил меня сделать это печатно — написать к юбилею статью о его жизни и творчестве и — главное — добиться, чтобы её напечатали в республиканской газете. Легко сказать — добиться. Все главные газеты тех лет были партийными органами. Доброе слово о еврее в них очень редко можно было встретить. Что касается юбилеев, дело с ними обстояло так: в начале каждого месяца редакциям газет и журналов спускали из высоких партийных инстанций календарь, в котором указывалось, чей юбилей следует отметить, насколько пышно, с фотографией или без. Это была директива, закон для газетчиков. Попасть в тот календарь у Шрайбмана не было ни малейшего шанса ни при какой погоде. Оставалось одно — действовать на авось. Я написал статью о творчестве Ихила, озаглавил её «Мастер» и пошёл с ней к главному редактору «Вечернего Кишинёва» Ивану Жосул, который, я, который, я знал, с интересом относится к моим писаниям. К счастью, ни Высшая партийная школа, ни номенклатурная должность не смогли вытравить порядочность и человечность у этого сельского молдаванина Ивана Жосула, ставшего известным журналистом. 
От самого Жосула знал я ещё одну примечательную подробность его биографии. В его родном селе, когда Ваня учился в школе, была только семилетка. Поэтому в старших классах ему пришлось заниматься в районном центре, в десятилетке. В те годы он жил на квартире, снимал угол у еврейской семьи. Сам Ваня и его родители, часто приезжавшие в райцентр, в те годы подружились с людьми, у которых он жил почти как член семьи. Ваня даже выучился неплохо говорить на идиш, но редко выказывал свое умение. Жосул выслушал мой рассказ о том, что собой представляет Шрайбман, пробежал по диагонали странички и с усмешкой бросил полувопросительно: — Не повесят же меня за то, что я напечатал эту статью? Тем более, что написана она не как юбилейный панегирик.
…хлопнул ладонью по редакторскому столу Иван Жосул. В тот день, когда вышла газета «Вечерний Кишинев» со статьей о нём, Шрайбман не мог сдержать радости.

Главный редактор газеты «Коммерсант Молдовы» (1991—2001) и сетевого издания «Коммерсант инфо» Р. Л. Западинский отмечал: 
Писать о таки людях, как Иван Иванович Жосул очень трудно. Он был Великим Человеком в прямом смысле — высокий, красивый, оптимистичный и талантливый, и мне выпала большая удача начат свой путь в серьёзную журналистику под его началом. Он был Главным редактором от Бога, и правил не только наши статьи, но и судьбы. Довольно нелегко поприще журналиста — летописца повседневной жизн, полной радостей и печалей, побед и поражений, влюблённостей и разочарований. И чаще всего гасить минорное настроение помогают такие люди, как Иван Жосул — неистребимый оптимист, наперекор всему верящий во всё светлое и справедливое. 
Иван Иванович никого и никогда не наставлял речами, но жил открыто и честно, и радовался жизни во всей её проявлениях, чем заражал окружающих его людей и, в первую очередь — наш коллектив. Был справедлив, но милосерден, за что его не только уважали, но и любили.
Наш редактор был высококлассным профессионалом, не чуждым новаторских идей даже в то, довольно консервативное для журналистского производства время. 
За годы работы Иван Иванович Жосул создал творческие коллективы, легенды о которых по сей день живут в молдавской журналистике — газеты «Вечерний Кишинёв», журнала «Кипэруш», Молдавского отделения Агентства печати «Новости» и других СМИ республики. Иван Жосул — автор множества разножанровых публикаций и книг, посвящённых нашему краю, очень высоко ценил творческую составляющую в журналистике. 
Я благодарен главному редактору за то, что когда-то принял меня на работу в свою семью — знаменитую «Вечёрку», выпестовавшую немало талантливых журналистов, писателей, поэтов. Именно у Ивана Ивановича Жосула мы научились выстраивать отношения с нашей многовекторной средой и быть, как сказал Сергей Есенин, доступными и простыми, а это — самое высшее в мире искусство!
Таким в памяти и оставлся мой первый главный редактор, который, представлясь частым зарубужным гостям «Вечернего Кишинёва», всегда весело говорил о себе: «Я — сэр из Молдавской ССР!»

В свою очередь журналист М. Векслер вспоминал следующее о своём трудоустройстве и последующей работе в газете «Вечерний Кишинёв»: 
После предварительного разговора с Аркадием меня вызвал к себе редактор газеты Иван Иванович Жосул. С ним я почти не был знаком раньше. Он задал мне несколько вопросов — и подписал приказ. Меня здесь могут обвинить в пении дифирамбов, но это — чистая правда. Жосул тоже был прекрасным, грамотным руководителем, рассудительным, спокойным. Он, бедняга, отдувался в горкоме за то, что состав редакции был наполовину еврейским. Однако делал это молча, сносил все «клизмы», но евреев не выгонял.